# Корията (вилает Лозенград)
Вижте пояснителната страница за други значения на Корията.
Корията или Курията (на турски: Koruköy, Корукьой) е село в Източна Тракия, Турция, околия Лозенград, вилает Лозенград (Къркларели).

## География
Корията се намира в южното подножие на Странджа, североизточно от вилаетския център Лозенград (Къркларели) и северозападно от Бунархисар.

## История
В 19 век Корията е българско село в Лозенградска кааза в Одринския вилает на Османската империя. Според „Етнография на вилаетите Адрианопол, Монастир и Салоника“, издадена в Константинопол в 1878 година и отразяваща статистиката на населението от 1873 Корията (Koriata) има 280 домакинства и 1280 жители българи.
Според Панайот Маджаров "В планинската част на Лозенградска околия е с. Корията, което се е наричало Пастелево, със запазено име на речицата Пастелева. Пейчова махала по-рано е било в м. Стария юрт, но, разрушено от кърджалиите, селото се заселило в Средния юрт, на сегашното място. Българското население на Корията е  до 1878 г. 300 български къщи, през 1903 г. - 90 български къщи, всички опожарени по време на погрома, църквата е била „Св. Никола“, имало е и начално училище, създадено през 1866 г..  "
Според статистиката на професор Любомир Милетич в 1912 година в Корията живеят 70 български екзархийски семейства.
При избухването на Балканската война в 1912 година 2 души от Корията са доброволци в Македоно-одринското опълчение.
Българското население на Корията се изселва след Междусъюзническата война в 1913 година.

## Личности
Родени в Корията
- Петко Вълканов Петков-Моллата (1872 – ?), македоно-одрински опълченец, жител на Батаджик, 1 рота на Лозенградската партизанска дружина, 2 рота на 6 охридска дружина, ранен в Междусъюзническата война на 9 юли 1913 година, носител на сребърен медал „За заслуга“[4]
- Стоян Тодоров (1874 – ?), македоно-одрински опълченец, 1 рота на 5 одринска дружина[5]
- Тодор Вълканов, четник на Минчо Томов
- Стоянов, Недялко кехая, заточеник
- Атанасов, Костадин, четник